# Soulèvement orographique

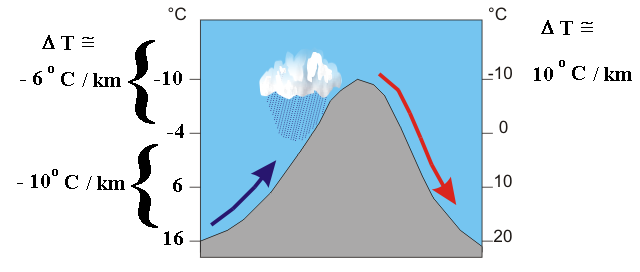
Soulèvement orographique (flèche bleue)

Le soulèvement orographique est le déplacement de l'air qui rencontre un obstacle du relief qui le force à s'élever. Cet obstacle peut être graduel, comme la pente des Grandes Plaines nord-américaines, ou être abrupt comme celui d'une montagne. On génère ainsi une ascendance de l'air qui doit remonter la pente et qui changera de température en s'élevant à un taux différent, selon qu'il est saturé ou non. Il suit une variation selon le gradient adiabatique sec tant qu'il n'est pas saturé. Puis le changement se fait selon le taux du gradient adiabatique humide (partie gauche de l'image) et il y aura formation de nuages orographiques. Dans ces deux cas, si le taux de variation de la température de la masse d'air soulevée devient plus grand que celui de l'environnement, l'air soulevé devient instable.

## Théorie

### Air stable

Formation d'un dôme froid quand l'air en soulèvement ne peut atteindre le sommet de l'obstacle. L'air est alors forcé au-dessus du dôme et formation d'un courant-jet de bas niveau

Supposons de l'air stable (stratifié avec une température potentielle équivalente augmentant avec l'altitude) et un écoulement laminaire où le vent augmente avec l'altitude. L'air en mouvement près du sol suit les contours du terrain. Lorsqu'il rencontre un obstacle, il doit remonter sa pente et il diminue de température selon la loi de Laplace. C'est la composante perpendiculaire à l'obstacle qui définit le taux de montée, moins la friction de la couche près du sol. La vitesse du vent en surface le long de la pente diminue donc graduellement avec l'altitude de la même manière qu'une bille ayant une vitesse initiale « X » ralentit en remontant un plan incliné.
Cependant, la couche d'air au-dessus de la première est plus chaude que l'air soulevé, en cas de masse d'air stable, et constitue un blocage au mouvement vertical le long de la pente. Ceci  limite l'altitude que l'air de surface peut atteindre sur la pente de l'obstacle : 
- Si la vitesse des vents de surface n'est pas suffisante pour vaincre ce blocage, le soulèvement orographique n'atteindra pas le sommet. Une partie de l'air redescendra la pente ce qui s'ajoutera à la résistance à la montée de parcelle d'air subséquentes, déplaçant en amont de l'obstacle le soulèvement orographique et causant un blocage d'air froid. L'air de surface qui a été ralentit en montant est également sujet aux différences de pression le long de l'axe parallèle à l'obstacle. Son mouvement ira alors dans un axe des hautes vers les basses pressions et générera un courant-jet de bas niveau le long de cet axe, dit courant-jet de barrière.
- Si la vitesse est suffisante, l'air atteindra le sommet et redescendra sur la pente en aval.

On peut déterminer en général si la circulation d'air peut atteindre le sommet en calculant l'énergie cinétique des vents et l'énergie potentielle que doit vaincre la masse d'air. Le nombre de Froude est un rapport de ces deux quantités et doit être plus grand que 1 pour mener à un dépassement du sommet. Cependant, en général il faut qu'il soit de plus de 1,5 à cause de la friction.

### Air instable ou conditionnellement instable
Si l'air est instable, le changement de température de la parcelle soulevée est plus lent que celui de l'environnement. On a alors une situation où la température de la parcelle est plus chaude que l'air qui l'entoure et donc moins dense. Elle subit une poussée d'Archimède vers le haut et entre en convection. Si l'air est conditionnellement instable, la structure de température est stable entre la surface et une certaine altitude, puis instable, le niveau de convection libre (NCL). Dans ce cas, on a une situation hybride : selon la force des vents de surface on aura une situation similaire à celle d'air stable ou instable, selon la hauteur atteinte.

## Nuages associés

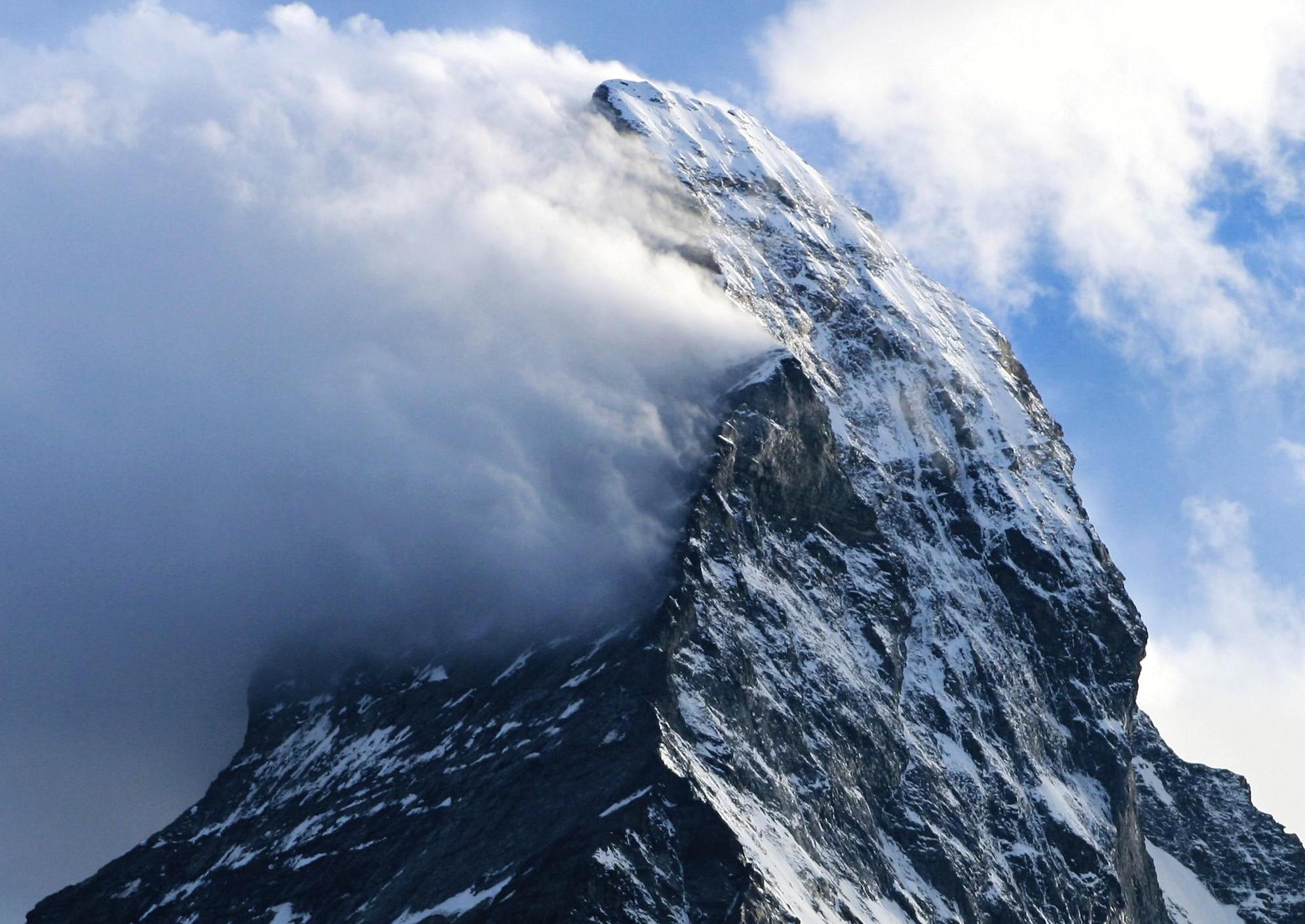
Nuage en bannière du Cervin

Selon la stabilité de l'air et de son contenu en vapeur d'eau on peut générer les nuages orographiques suivants :
Air stable
- brouillard orographique, lorsque l'air est déjà près de la saturation à la base de l'obstacle et que les vents sont assez faibles ;
- nuage stratiforme qui peut donner un nuage en bannière en aval de l'obstacle s'il en dépasse le sommet. Le Cervin est très connu pour produire de genre de nuage[3] ;
- nuage lenticulaire, un nuage stationnaire en aval de l'obstacle et qui prend la forme d'un soucoupe ou d'une lentille. Ce genre de nuage prend un axe perpendiculaire à la direction du vent ;
- nuage de sommet en capuchon, un type de lenticulaire dont la base est sous le sommet de l'obstacle et forme donc un genre de chapeau autour de celui-ci.

Air instable
- cumulus ;
- cumulonimbus.

## Vol à voile

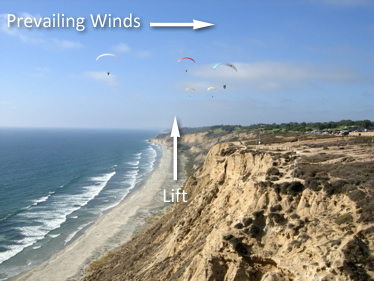
Parapentistes utilisant le soulèvement le long d'une falaise à San Diego (Californie).

Lorsque le temps est dégagé, une ascendance orographique peut être exploitée par les pilotes de planeur, les deltaplanes et les parapentistes. Ceci est particulièrement vrai dans l'est des États-Unis. Les lignes de crêtes des Appalaches sont orientées sud-ouest nord-est et sont relativement continues. De plus, vu leur orientation, les conditions les plus favorables se situent par flux de nord-ouest, c'est-à-dire après le passage d'un front froid. On obtient alors une excellente combinaison d'ascendance orographique et d'ascendance thermique.
Des vols records ont été effectués dans ces conditions dans cette région. Un des meilleurs endroits pour effectuer des vols de pente est la vallée de la rivière Sequatchie (en) dans le Tennessee qui est longue de 100 km. Cette pente est utilisée par les deltaplanes à Dunlap et de manière plus épisodique par les planeurs en partant de Jasper.
Lorsque l'air est stable, une ascendance orographique ne permet que des vols locaux, car lorsque l'on quitte ladite pente, on se retrouve en présence d'air stable et donc aucune ascendance thermique ne peut se développer.
Près de falaises verticales, il y a généralement une zone de turbulence avec de l'air descendant près de la base de la falaise mais également une ascendance exploitable. Orville Wright a ainsi utilisé ce phénomène, établissant un record de durée de vol de 11 minutes en 1911. De l'autre côté du relief, des ondes orographiques (et des rotors) peuvent se former, utilisables aussi par les pilotes de planeurs pour gagner de la hauteur.